# سوق داحس
سوق داحس والذي بناه والد الشاعر الأمير محمد بن علي العرفج ويعتبر أول سوق للبيع والشراء في بريدة من الإبل حتى البضائع الأخرى العادية وكان سوقاً قبل أن ينتقل إلى الوسعة السوق الثاني لبريدة وقبل رحيلهم إلى السوق الثالث الجردة عام 1340هـ، ويعتبر سوق داحس وسوق قبة رشيد هما النواة الأولى لمدينة بريدة ولم يطرأ عليه أي تغيرات حتى الآن ما عدا تلك المظلة التي وضعت فوقه بعدما أصبح سوقاً للذهب، وتدرجت فيه الأسواق على مر العصور التي مضت من سوق للإبل إلى مقصب إلى سوقٍ للبضائع النسائية إلى سوقٍ خالصٍ للذهب.

## الحي الدبلوماسي
سوق داحس والحي الدبلوماسي أول ساحة عرفتها بريدة عند تأسيسها وذلك في القرن العاشر الهجري عندما تدخل إلى هذا السوق عن طريق شارع الملك فيصل تمشي عدة خطوات تجد طريقاً ضيقاً يتفرع منه إلى يمينك متجهاً غرباً. هذا هو سوق داحس ويخترق هذا الطريق الحي الدبلوماسي لبريدة قبل قرونٍ مضت لأنه تقع عليه قصور الحكام والفرسان وعظماء البلد آنذاك من عائلة آل أبوعليان الذين أسسوا مدينة بريدة.
من الساكنين في هذا الحي الشاعر الفارس الأمير محمد العلي العرفج الذي قُتل في هذا الحي وله أبياتاً عظيمة تعتبر من المعلقات التاريخية بوصفه أهل بريدة بأنهم يتعاونون في السراء والضراء فيما بينهم قويهم يساعد ضعيفهم حتى عند شرب المياه في الموارد المائية التي يشربون منها في الصحراء حيث جرت العادة أن القوي هو الذي يجعل أبله تشرب أولاً ثم أبل الضعيف وبهذه الأبيات يقول أن أهل بريدة يعكسون النظرية ويتعاون القوي مع الضعيف عند الوصول إلى موارد المياه يقول:
لي ديرة صوت الضحى عن وأقرب==وأبعد من الأمصار شوفي خيله
دار بها إشرب يا شريبي وأنا أشرب==دار تمنّى شرب دمي رجاله
بمصقلات الهند يا عبيد نشرب==نشرب ولو عيوا علينا عيـاله
قال هذه الأبيات وهو متوجهاً لاستلام إمارة الجوف بأوامر من الدولة السعودية الثانية.
وسوق داحس والحي الدبلوماسي سطر أيضاً حدثاً تاريخاً مهماً لشخصية نسائية عظيمة وتعتبر فارسة بريدة الأولى بل فارسة الجزيرة العربية بلا منازع وأول مُفجرة عربية عرفها التاريخ والتي أعجبت فرسان العرب وشعرائها وقالوا فيها الكثير من الأشعار. إنها الفارسة المشهورة لؤلؤة العرفج وهي زوجة حجيلان بن حمد آل أبوعليان أشهر أمراء بريدة وكان لها ولد واحد اسمه عبد الله تولى الحكم بعد والده حجيلان وكان صغير السن لم ينبت له شعر في وجهه ولكنه متزوج. ذات ليلة من ليالي الصيف الحارة، كان عبد الله نائماً مع زوجته في سطح القصر الذي يقع في هذا الطريق . وبينما هذا الحاكم الصغير يغط في نومٍ عميق تسلق الأنقلابيون والذين هم من نفس الأسرة الحاكمة القصر وهجموا عليه محاولين قتله وإذا هم يختلفون بين الأثنين النائمين أيهما الزوجة وأيهما الزوج، فالشبه بين الاثنين واحد في الوجه وفي طول الشعر وكذلك في البشرة، ولما تشابه عليهم الوضع قتلوا الاثنين معاً . وبسرعة استلموا الحكم وأُعلن من مئذنة المسجد البيان رقم واحد . ولكنهم نسوا أو تناسوا أن في البيت لبؤة تتحين الفرصة للانقضاض على فريستها، استمرت السيدة لؤلؤة العرفج هادئة ساكنة بلا ردة فعلٍ تجعلهم يشككون في نواياها واستمروا يمارسون حكمهم بكل طمأنينة، وما علموا أن هناك لبؤة متحفزة تتحين الفرصة المناسبة ومع مرور الأيام والليالي ظناً منهم أن حجيلان ليس له ذرية تطالب بدمه تحركت اللبؤة من عرينها واتجهت مباشرةً لتنفيذ الخطة التي رسمتها جيداً. كان في بيتها بقايا من أصابع الديناميت من ضمن مخلفات حربية كثيرة تركها حجيلان في بيته . أخذت الأصابع مع سيفٍ حادٍ تريد استعماله في اللحظات الحرجة . تسللت في جنح الظلام إلى بيت الخصم . وبهدوءٍ تام تمكنت من زرع أصابع الديناميت في زوايا البيت. وعندما تأكدت أنه لا يراها أحد أشعلت الفتيل الواصل بهذه الأصابع فانفجرت جميعها ونام البيت على ساكنيه ونجحت هذه العملية النوعية ولكنها غير متأكدة من موت الجميع، مما جعلها تقف بالمرصاد شاهرةً سيفها لأي شخصٍ يخرج من هذه الكارثة بسلام . وفعلاً سلم بعض الرجال وعندما خرجوا وجدوا هذه الفارسة أمامهم تريد الإجهاز عليهم. وحصل صراع ومبارزة بينها وبين الرجال المتبقين حتى أجهزت عليهم جميعاً ثأراً لزوجها وأبنها . وهذا الطريق الضيق المسمى سوق داحس شاهد رسمي على هذا الحدث وسجل أن لؤلؤة العرفج أول مفجرة عرفها التاريخ العالمي وأنها دخلت في أرقام غينس القياسية ويجب على جميع المهتمين بالآثار ومسؤولي الترويج السياحي أن يهتموا بسوق داحس وكل الحي الدبلوماسي الذي يقع عليه لأنه من المواقع المهمة والمثيرة والتي تمثل تاريخ بريدة العريق بكل تفاصيله.

## سبب التسمية
داحس رجل سمي السوق باسمه ولا يعرف عنه إلا ومضات قليلة. ذكر المؤرخ  العبودي والهبدان  بأن داحس من أسرة المرشد وهو رجل ثري له املاك وأوقاف في ذلك السوق  وسمي باسمه. وتقول لنا الومضات التاريخية بأن داحس قُتل خطأً في عراك قام بين بعض العوائل من آل أبوعليان بسبب الصراع على الحكم بعدما أخرج رأسه من النافذة في البيت الذي يسكنه فوق الدكاكين لاستطلاع هذه الضجة وإذا برصاصة طائشة تصيبه في رأسه ومات على الفور.